# Lemula inaequalicollis
Lemula inaequalicollis är en skalbaggsart som beskrevs av Maurice Pic 1957. Lemula inaequalicollis ingår i släktet Lemula och familjen långhorningar. Inga underarter finns listade i Catalogue of Life.